# Jörn Hammarstrand
Jörn Hammarstrand, född 1 november 1936 i Berlin, död 16 augusti 2021 i Enskede distrikt, var en svensk författare som skrev om sjömanslivet, under 1950-1970-talen, mest i form av skrönor.
Hammarstrand var sjökapten, socionom och ekonom. Han debuterade med skrönesamlingen ”På femton famnar – en samling djuriska skrönor” år 2000. Han var engagerad för miljön i Indien och en stor förespråkare för den sociala ekonomin.